# Pettnau
Pettnau è un comune austriaco di 993 abitanti nel distretto di Innsbruck-Land, in Tirolo.